# الباذان
الباذان (به عربی: الباذان) یک منطقهٔ مسکونی در فلسطین است.

## خصوصیات
الباذان ۲٬۴۲۲ نفر جمعیت دارد.